# Louis Rochut
Louis Rochut est un homme politique français, né le 5 juin 1815 à Digoin (Saône-et-Loire) et mort le 13 mars 1889 à Paray-le-Monial (Saône-et-Loire).

## Biographie
Vétérinaire à Nevers, il est député de la Nièvre de 1849 à 1851, siégeant au groupe d’extrême gauche de la Montagne. Sous le Second Empire, il devient vétérinaire des écuries du prince Napoléon.

## Sources
- « Louis Rochut », dans Adolphe Robert et Gaston Cougny, Dictionnaire des parlementaires français, Edgar Bourloton, 1889-1891 [détail de l’édition]